# York University
Univerzita York (anglicky York University) (YU) je jednou z vysokých škol v kanadském Ontariu. Tato škola se nachází ve městě Toronto. Na univerzitě studuje přibližně 54 000 studentů.

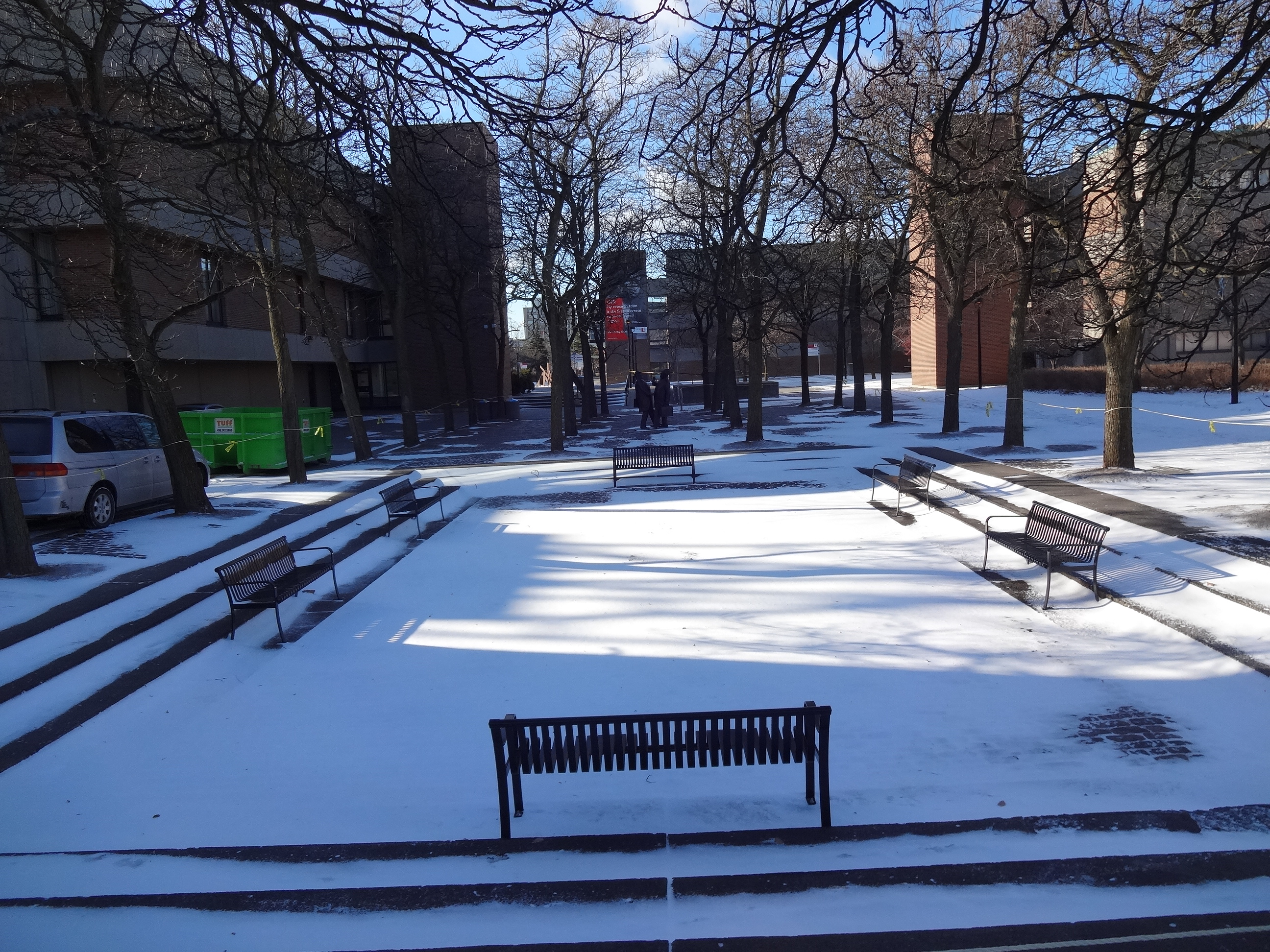
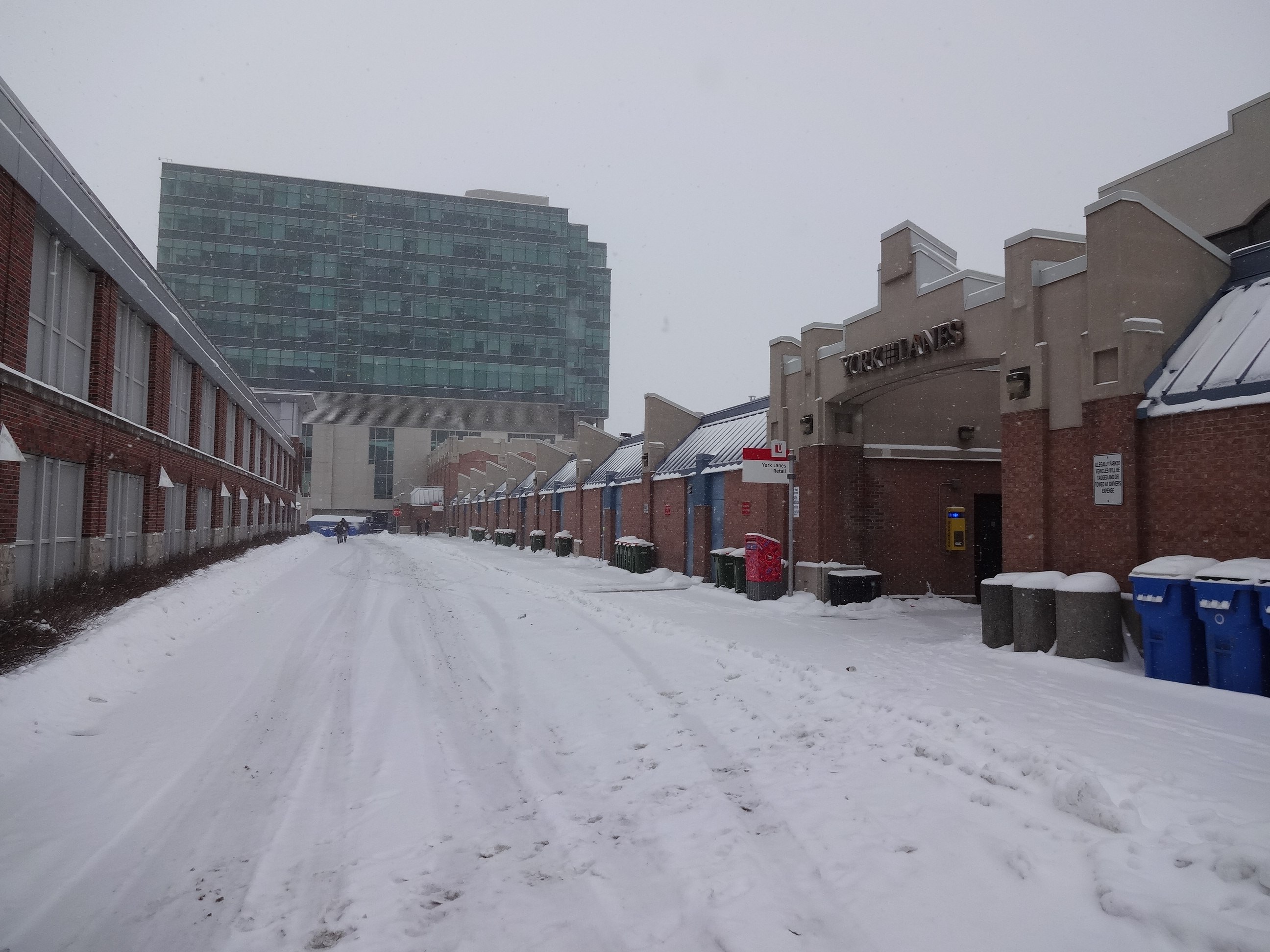
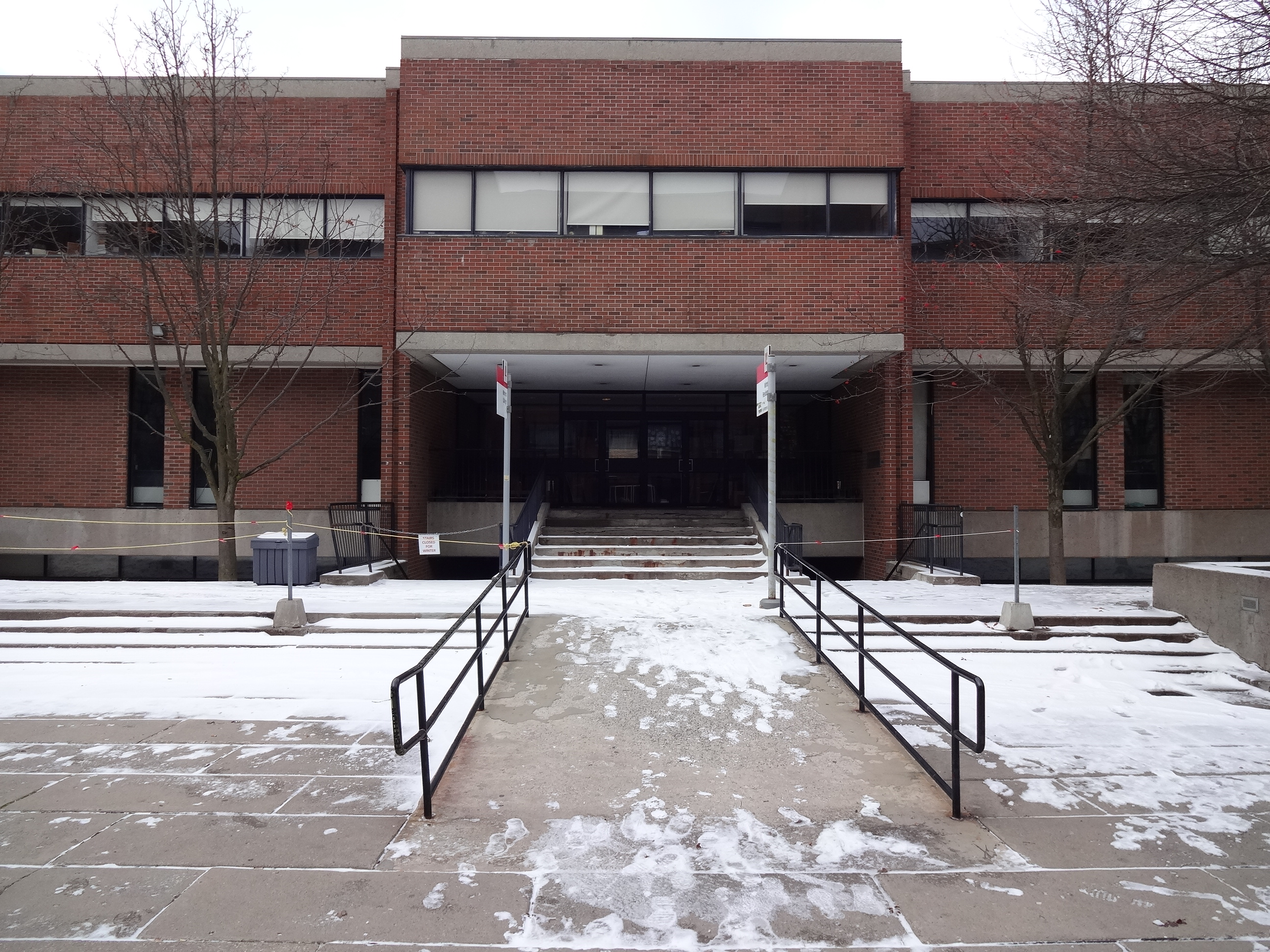